# Вир (фільм, 1983)
«Вир» (рос. Водоворот) — український радянський художній фільм режисера Станіслава Клименка, відзнятий у 1983 році в Україні на кіностудії «Кіностудії імені Олександра Довженка». Сюжет базується на однойменному романі Григорія Тютюнника.
Фільм вийшов в прокат в УРСР у 1983 році з українським дубляжем від Кіностудії Довженка.

## Синопсис
Фільм розповідає про те, як почуття патріотизму, відповідальності та любові до Батьківщини об'єднало мешканців українського села Троянівка у часи II Світової війни.

## Нагороди
Фільм здобув наступні нагороди:
- 1983 — Головний приз — Республіканський кінофестиваль у Жданові.[3][2]
- 1983 — Диплом Дмитрові Наливайчуку за дебют у кіно — на кінофестивалі МКФ «Молодість»-83.[3][2]
- 1984 — Премії ім. М.Островського 1984 р. удостоєно режисера Станіслава Клименка за роботу над фільмами «Весь світ в очах твоїх…», «Дударики» і «Вир».[2]

## Акторський склад

### В головних ролях
- Ігор Тарадайкін — Тимко Вихора
- Ніна Вовденко — Орися
- Федір Стригун — Гнат
- Анатолій Барчук — Оксен
- Володимир Волков — Дорош
- Богдан Ступка — Йонька
- Ірина Буніна — Уляна
- Дмитро Наливайчук — Денис
- Йосип Найдук — Гаврило

### В ролях
- Олег Мосейчук — Сергій
- Віктор Данилов — Марко
- Людмила Сосюра — Настя
- Таїсія Литвиненко — Олена
- Ольга Кондратюк — Лукерка
- Олена Амінова — Юля
- Олександр Ящук — Федот
- Коста Турієв — Тимур
- Володимир Антонов — Кузь
- Борис Молодан — Вихтір
- Леонід Слісаренко — Тетеря

### В епізодах
- М. Шутько
- І. Капінос
- К. Артеменко
- А. Білий
- З. Горнична
- С. Донець
- Л. Захарова
- В. Іваницький
- М. Ковтуненко
- Ф. Корж
- В. Конісевич
- Андрійко Ларченко
- С. Олександрова
- Б. Олександров
- Ю. Перенчук
- С. Пономаренко

## Знімальна група
- Постановка: Станіслав Клименко
- Сценарист: Олександр Сацький
- Художній керівник: Тимофій Левчук

Постер (обкладинка відеокасети) до україномовного фільму «Вир»

- Оператор-постановник: Віктор Політов
- Художник-постановник: Анатолій Добролежа
- Грим: Олена Маслова
- Костюми: Алла Костенко
- Композитор: Олександр Білаш
- Звукооператор: Віктор Лукаш
- Державний симфонічний оркестр УРСР — Диригент Ф.Глущенко
- Режисер: П.Марусик
- Оператор: П.Небера
- Асистенти:
  - режисера — О.Коснічук, С.Чернілевський
  - оператора — А.Лактіонов, В.Тимченко
- Декоратор: М.Поштаренко
- Піротехнік: Г.Холмов
- Художник-фотограф: А.Кмець
- Майстер світлотехніки: В.Чернишенко
- Світлоустановлювач: Л.Марчук
- Комбіновані зйомки:
  - оператор — Б.Серьожкін
  - художник — М.Полунін
- Монтаж: I.Басніної
- Редактор: О.Шевченко
- Директор фільму: Дмитро Бондарчук

## Україномовний дубляж
Фільм дубльовано українською на кіностудії Довженка у радянські часи.